# Iacri
Iacri é um município brasileiro do estado de São Paulo. Sua população segundo o censo 2022 do Instituto Brasileiro de Geografia e Estatística (IBGE) era de 6.131 habitantes. O município é formado pela sede e pelo distrito de Anápolis.

## História

### Formação territorial-administrativa
Histórico da formação do município:
- Distrito criado com a denominação de Jacri, município de Birigui, pela Lei nº 2.884, de 12/01/1937.
- Distrito transferido para o município de Tupã com a denominação de Iacri pelo Decreto nº 9.775, de 30/11/1938.
- Município criado pela Lei nº 5.285, de 18/02/1959.

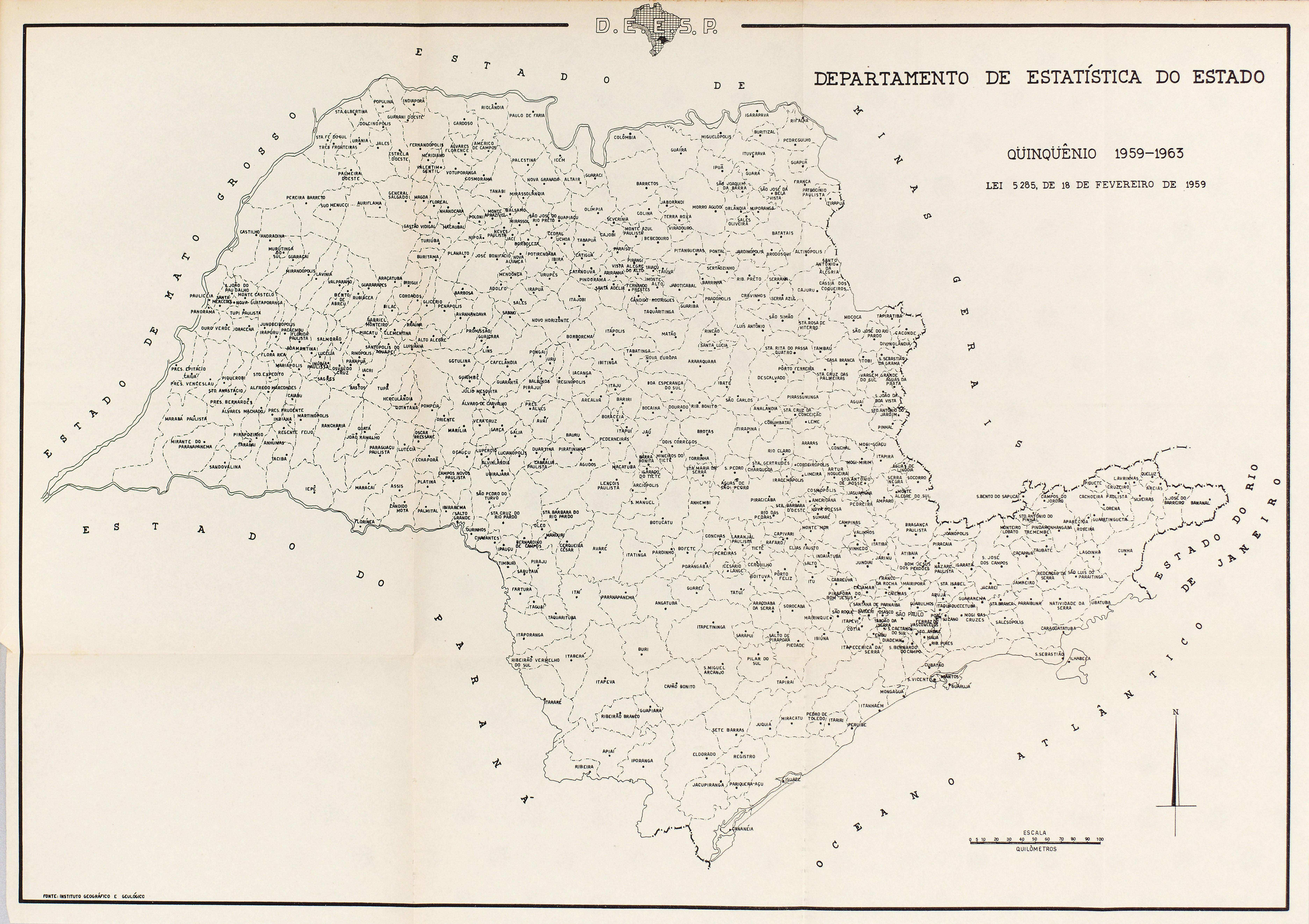
Mapa do estado de São Paulo (1959).

## Geografia
Localizado à latitude 21º51'30" sul e à longitude 50º41'22" oeste. Sua altitude é de 499 metros.

### Hidrografia
- Ribeirão Copaíba

### Rodovias
- SP-294
- SP-457

### Ferrovias
- Linha Tronco Oeste da antiga Companhia Paulista de Estradas de Ferro [9]

## Demografia

### População
| Crescimento populacional                             | Crescimento populacional | Crescimento populacional | Crescimento populacional |
| Ano                                                  | População Total          |                          | %±                       |
| ---------------------------------------------------- | ------------------------ | ------------------------ | ------------------------ |
| 1960                                                 | 13 117                   |                          | —                        |
| 1970                                                 | 8 150                    |                          | −37,9%                   |
| 1980                                                 | 9 199                    |                          | 12,9%                    |
| 1991                                                 | 7 038                    |                          | −23,5%                   |
| 2000                                                 | 6 783                    |                          | −3,6%                    |
| 2010                                                 | 6 419                    |                          | −5,4%                    |
| 2022                                                 | 6 131                    |                          | −4,5%                    |
| Est. 2024                                            | 6 207                    | [ 10 ]                   | 1,2%                     |
| Fontes: Censos Demográficos IBGE e Estimativas SEADE |                          |                          |                          |

## Política e administração
- Prefeito: Carlos Alberto Freire (2017/2024)
- Vice-prefeito: Alberto Balbo
- Presidente da câmara: Edgar Cabrera Guastalli

## Infraestrutura

### Comunicações
O sistema de telefones automáticos foi inaugurado na cidade em 1981 pela Telecomunicações de São Paulo (TELESP), que também implantou o sistema de discagem direta à distância (DDD) em 1988 com o código de área (0144). Anteriormente a cidade era atendida pela Cia. Telefônica Alta Paulista.
Na década de 90 o código DDD da cidade foi alterado para (014), para padronização do sistema telefônico com a telefonia celular que estava sendo implantada em todo o estado.

## Religião
O Cristianismo se faz presente na cidade da seguinte forma:

### Igreja Católica
- A igreja faz parte da Diocese de Marília.[19]

### Igrejas Evangélicas
- Assembleia de Deus Ministério do Belém.[20][21]
- Congregação Cristã no Brasil.[22]
- Igreja Batista